# Накагава (Хоккайдо)
Накагава (яп. 中川町 Накагава-тё:) — посёлок в Японии, находящийся в уезде Накагава округа Камикава губернаторства Хоккайдо. Площадь посёлка составляет 594,87 км², население — 1722 человека (30 июня 2014), плотность населения — 2,89 чел./км².

## Географическое положение
Посёлок расположен на острове Хоккайдо в губернаторстве Хоккайдо. С ним граничат посёлки Бифука, Хороканай, Накатомбецу, Хоронобе, Тесио, Эмбецу и село Отоинеппу.

## Население
Население посёлка составляет 1722 человека (30 июня 2014), а плотность — 2,89 чел./км². Изменение численности населения с 1980 по 2005 годы:
| 1980 | 3559 чел. |  |
| 1985 | 3235 чел. |  |
| 1990 | 2788 чел. |  |
| 1995 | 2602 чел. |  |
| 2000 | 2464 чел. |  |
| 2005 | 2106 чел. |  |

## Символика
Деревом посёлка считается тис остроконечный, цветком — рододендрон.